# 白聖女與黑牧師
《白聖女與黑牧師》是和武葉佐乃（和武はざの）所創作的日本漫畫，原為和武在其pixiv發表的作品，由2017年4月20日發售的《少年Magazine R》第3號開始連載。改編電視動畫由動畫工房擔任動畫製作，於2023年7月至9月播映。

## 故事大綱
某國的教會住了一位可愛但又懶洋洋的聖女賽西莉亞，以及家事萬能長相端正的青年牧師羅倫斯，由個性截然不同的兩人建構出輕鬆又活潑的日常戀愛喜劇就此拉開序幕。

## 角色列表
賽西莉亞（聲：高野麻里佳（有聲漫畫）／澤田姬（電視動畫））
本作女主角，過去生活在遠離人煙的地方，之後萌發了作為聖女的意識，偶然來到羅倫斯居住的小鎮，隻身流落街頭時預感小鎮即將遭遇山洪而不斷警告鎮民，羅倫斯知悉後決定相信她，成功幫小鎮躲過洪災後被安置在羅倫斯所處的小教堂中。因為對小鎮有救命之恩加上長相可愛，深受市民和孩子們崇拜，個性本身帶有一些天然呆，行為模式像小動物一樣，喜怒哀樂都表現在臉上。喜歡羅倫斯，但在他面前卻經常表現出懶惰的樣子，同時也不善於表達，受到對方的誇獎時會很高興，看到對方和別人舉止親密則會嫉妒，覺得對方瞞著自己時會胡思亂想。沒有一般人的生存能力。喜歡羅倫斯做的任何料理，尤其是他烤的司康餅。
羅倫斯（聲：島崎信長（有聲漫畫）／石川界人、島袋美由利（幼少期）（電視動畫））
本作男主角，經營鄉村教堂的牧師，被賽西莉亞暱稱為「羅倫」。嚴肅有禮貌，但對感情卻極其麻木不仁，相當尊敬並珍惜他的聖女賽西莉亞，尊稱為「聖女大人」，因為爺爺的遺言而對她保護過度，隨著時間的推進，以及小莉莉所帶來的書本而了解「喜歡」，漸漸發現自己對賽西莉亞的情感。喜歡動物（不過動物並不怎麼對他親近、友善），愛好是照顧賽西莉亞、工作、做飯。相當受人類以外的生物歡迎（天使、妖精）。
亞伯（聲：石谷春貴）
羅倫斯從神學院時代的朋友，突然造訪羅倫斯所在的教堂，想在那裡短期工作。個性平易近人、感覺非常可靠，會關心周圍的人。故事初期利用賽西莉亞的同情心而死皮賴臉的在教堂住下，之後常調侃羅倫斯遲鈍的感情世界，赫賽莉塔找上門後沒多久搬離教堂，跟赫賽莉塔另外在鎮上租房但仍會回教堂去蹭羅倫斯煮的三餐。
赫賽莉塔·艾德里奇（聲：中村環奈）
居住在西部城鎮的名門望族的女孩，來到勞倫斯教堂探望辭掉家庭教師的亞伯（實則想逃避對她保護過度的兄長），本身是路癡，廚藝也是災難等級。來到教堂後和賽西莉亞漸漸成為朋友，知道賽西莉亞心儀羅倫斯後想盡辦法撮合兩人，對羅倫斯遲鈍的感情觀有時會感到不耐煩。對亞伯有其一定的好感，兩人現今在羅倫斯居住的小鎮租房，只有用餐才會前往教堂。
梅兒（聲：戶松遙）
在鎮上經營算命師的女人。她在這個小鎮生活了很長時間，有時會給羅倫斯提供建議。來算命的人不多，但占卜往往是正確的。
蕾貝卡（聲：中原麻衣）
在鎮上經營服裝店的女人，艾瑞克的媽媽。曾覺得聖女賽西莉亞非常可愛想收她當女兒。
艾瑞克（聲：小市真琴）
蕾貝卡的兒子，羅倫斯曾短暫擔任他的家庭教師。不習慣與人交往，說話比較直白，但內心卻很善良。會幫助母親幹活，帶著成人的氣息，但在羅倫斯面前卻表現出適合他年齡的反應。
吉賽爾伯特·艾德里奇（聲：前野智昭）
赫賽莉塔的哥哥，亞伯的真正雇主。住在豪華的豪宅裡，很疼愛妹妹，過往與聖女芙蕾德莉卡之間互有好感，卻沒能在聖女病倒前帶她私奔而感到後悔，羅倫斯來訪時以自身經歷告誡他務必珍惜賽西莉亞以避免聖女身份遭有心人利用。現在有空多會前往芙蕾德莉卡的墓前掃墓。
芙蕾德莉卡（聲：上田麗奈）
被一位有影響力的富人帶到西方的聖女。由於她以安慰生病或受傷的人而聞名，被稱為“慈悲聖女”。這與艾德里奇兄弟姐妹的過去有著深厚的聯繫。對赫賽莉塔的哥哥吉賽爾伯特有其好感，但最終卻積勞成疾，由於聖女的身份被阻止接觸醫療照護，雖然最終在大聖女的介入下得到照護但仍回天乏術，現多在吉賽爾伯特和赫賽莉塔回憶中登場。
歐茲威爾（聲：澤木郁也）
羅倫斯的祖父，教導孫子如何照顧聖徒的牧師。長相不明，已故，死前的遺言對羅倫斯的影響十分龐大，也導致羅倫斯選擇忽視賽西莉亞對自己的情感。
卡琳（聲：杉山佳壽子）
以前常來教堂禮拜，現在腳不便於行並拿拐杖的老婦人，賽西莉亞、羅倫斯、亞伯以及赫賽莉塔一起搭馬車前去探望。
卡蜜拉（聲：佐藤聰美）
和羅倫斯同期的女牧師、學生時的朋友。以母親的角度疼愛羅倫斯。
杭莉葉（聲：石上静香）
和羅倫斯同期的女牧師、學生時的朋友。
海因（聲：梶原岳人）
和羅倫斯同期的男牧師、學生時的朋友。
雨果（聲：千葉繁）
羅倫斯學生時的恩師，也是他祖父歐茲威爾的朋友。
莉莉（聲：久住琳）
常來教堂的小女孩，說過長大想和牧師羅倫斯結婚，但後來改變想法要將羅倫斯讓給聖女賽西莉亞。

## 出版書籍
| 冊數 | 講談社         | 講談社                                                  | 東立出版社                  | 東立出版社                                                  |
| 冊數 | 發售日期       | ISBN                                                    | 發售日期                    | ISBN                                                        |
| ---- | -------------- | ------------------------------------------------------- | --------------------------- | ----------------------------------------------------------- |
| 1    | 2017年12月15日 | ISBN 978-4-06-510598-6                                  | 2019年5月2日                | ISBN 978-957-26-2430-2                                      |
| 2    | 2018年6月15日  | ISBN 978-4-06-511598-5                                  | 2020年7月16日               | ISBN 978-957-26-2431-9                                      |
| 3    | 2018年12月17日 | ISBN 978-4-06-513827-4                                  | 2021年6月21日               | ISBN 978-957-26-2432-6                                      |
| 4    | 2019年6月17日  | ISBN 978-4-06-515948-4                                  | 2021年12月6日               | ISBN 978-957-26-4253-5                                      |
| 5    | 2019年12月17日 | ISBN 978-4-06-518029-7                                  | 2022年2月24日               | ISBN 978-957-26-5952-6                                      |
| 6    | 2020年6月17日  | ISBN 978-4-06-519980-0                                  | 2023年2月3日                | ISBN 978-957-26-5953-3                                      |
| 7    | 2020年12月17日 | ISBN 978-4-06-521785-6                                  | 2023年6月26日               | ISBN 978-957-26-9128-1                                      |
| 8    | 2021年6月17日  | ISBN 978-4-06-523226-2 ISBN 978-4-06-522624-7（特装版） | 2023年11月2日               | ISBN 978-626-372-494-5                                      |
| 9    | 2021年12月16日 | ISBN 978-4-06-525795-1 ISBN 978-4-06-526667-0（限定版） | 2024年1月22日               | ISBN 978-626-02-0269-9（首刷限定版） ISBN 978-626-372-495-2 |
| 10   | 2022年6月16日  | ISBN 978-4-06-527773-7                                  | 2024年2月23日 2024年3月1日  | ISBN 978-626-02-0270-5（首刷限定版） ISBN 978-626-372-496-9 |
| 11   | 2022年12月15日 | ISBN 978-4-06-529747-6                                  | 2024年4月12日 2024年4月19日 | ISBN 978-626-02-0271-2（首刷限定版） ISBN 978-626-02-0267-5 |
| 12   | 2023年5月17日  | ISBN 978-4-06-531391-6                                  | 2024年5月16日               | ISBN 978-626-02-0268-2                                      |
| 13   | 2024年2月16日  | ISBN 978-4-06-533417-1 ISBN 978-4-06-534755-3（限定版） | 2024年9月23日 2024年9月30日 | ISBN 978-626-02-2091-4（首刷限定版） ISBN 978-626-02-1590-3 |

## 電視動畫
2022年6月16日，宣佈將獲改編為電視動畫，動畫製作公司是動畫工房。9月24日，在「Aniplex Online Fest 2022」中宣佈定於2023年4月首播，女主角和男主角分別由澤田姬和石川界人聲演。這是澤田姬初次參演動畫。

### 製作人員
- 原作：和武葉佐乃
- 導演：野呂純惠
- 系列構成：山田由香
- 人物設定：中川洋未
- 動畫製作：動畫工房[4]

### 主題曲
片頭曲
作詞、作曲、編曲：淺見武男，主唱：ClariS
片尾曲
作詞、作曲、編曲：Sasanomaly，主唱：Sasanomaly

### 各話列表
| 話數   | 日文標題 | 中文標題             | 劇本     | 分鏡             | 演出                           | 作畫監督 | 總作畫監督                                                                      | 首播日期       |
| ------ | -------- | -------------------- | -------- | ---------------- | ------------------------------ | --- | ------------------------------------------------------------------------------- | -------------- |
| 第1話  |          | 兩人的關係           | 山田由香 | 野呂純惠         | 野呂純惠                       | 板倉健、步宇、長尾佳悟 | 中川洋未                                                                        | 2023年 7月12日 |
| 第2話  |          | 兩人守護的事物       | 山田由香 | 吉川博明、竹内崇 | 吉川博明、竹内崇               | 山本悦子、小倉寛之、北川知子、 久保茉莉子、中川洋未                                                                                                  | 菊池愛                                                                          | 7月19日        |
| 第3話  |          | 羅倫斯的憂慮         | 土屋理敬 | 上坪亮樹         | 上坪亮樹                       | 板倉健、長尾圭悟、步宇、熊谷勝弘 | 武藤幹                                                                          | 7月26日        |
| 第4話  |          | 身負聖女名號之人     | 山田由香 | 原口浩           | 原口浩                         | 步宇、北川知子、金慧秀、熊谷勝弘、 山本悅子 | 中川洋未                                                                        | 8月2日         |
| 第5話  |          | 第一次出差           | 土屋理敬 | 伊藤良太         | 守田芸成、 野呂純惠            | 吉川真帆、長尾圭吾、山本悅子、步宇、 北川知子 | 熊谷勝弘                                                                        | 8月9日         |
| 第6話  |          | 亞伯與赫賽莉塔       | 山田由香 | 內野宮晃希       | 內野宮晃希                     | 板倉健、山本悅子、吉川真帆、步宇、 金慧秀、中本尚 | 菊池愛                                                                          | 8月16日        |
| 第7話  |          | 賽希莉亞的煩惱       | 土屋理敬 | 上坪亮樹         | 上坪亮樹                       | 北川知子、平塚知哉、長尾圭吾、板倉健、 立口德孝、步宇、金慧秀、中川洋未                                                                              | 熊谷勝弘、板倉健                                                                | 8月23日        |
| 第8話  |          | 芙蕾德莉卡留下的東西 | 山田由香 | 原口浩           | 原口浩、 金成旻                | 菊池愛、立口德孝、金慧秀、平塚知哉、 山本悅子、中川洋未、曾我篤史、本谷愛、 夘野智子、鈴木水彩、長尾圭悟、佐藤修太                                   | 中川洋未、菊池愛、 迫由里香                                                     | 8月30日        |
| 第9話  |          | 聖女的加持           | 土屋理敬 | 橋本裕之         | 橋本裕之                       | 澀谷健太郎、北川知子、本谷愛、 南部廣海、加戶菜彌、小倉寬之、步宇、 卯野智子                                                                         | 熊谷勝弘、板倉健、 伊藤雅子                                                     | 9月6日         |
| 第10話 |          | 兩人的心意           | 土屋理敬 | 吉川博明         | 竹內崇                         | 室賀彩花、鈴木水彩、小倉寬之、 山本悅子、曾我篤史、中本尚、長尾圭悟、 平塚知哉、佐藤修太、朱里                                                       | 納武史、橫山穗乃花、 迫由里香、稻手遙香、 室賀彩花、中川洋未                    | 9月13日        |
| 第11話 |          | 兩人的相遇           | 土屋理敬 | 野呂純惠         | 野呂純惠                       | 山野雅明、板倉健、立口德孝、本谷愛、 南部廣海、平塚知哉、菊池愛、金慧秀、 長尾圭悟、北川知子、、                                                     | 菊池愛、迫由里香、 中川洋未、勝又聖人、                                         | 9月20日        |
| 第12話 |          | 兩人的形式           | 山田由香 | 佐藤雅子         | 野呂純惠、 内野宮晃希、 原口浩 | 鈴木水彩、北川知子、曾我篤史、步宇、 室賀彩花、平塚知哉、小倉寛之、金慧秀、 佐藤修太、熊谷勝弘、立口德孝、 長尾圭悟、南部廣海、本谷愛、、 、中川洋未 | 中川洋未、熊谷勝弘、 横山穗乃花、迫由里香、 板倉健、稻手遙香、 室賀彩花、菊池愛 | 9月27日        |

### 播映平台
| 播映國家、地區 | 播映平台       | 播映日期               | 播映時間              | 備註  |
| -------------- | -------------- | ---------------------- | --------------------- | ----- |
| 臺灣           | 巴哈姆特動畫瘋 | 2023年7月13日－9月28日 | 星期四 01:00（UTC+8） |       |
| 臺灣           | 中華電信MOD    | 2023年7月13日－9月28日 | 星期四 01:00（UTC+8） |       |
| 臺灣           | Hami Video     | 2023年7月13日－9月28日 | 星期四 01:00（UTC+8） |       |
| 臺灣           | LiTV 線上影視  | 2023年7月13日－9月28日 | 星期四 01:00（UTC+8） |       |
| 臺灣           | MyVideo        | 2023年7月13日－9月28日 | 星期四 01:00（UTC+8） |       |
| 臺灣           | KKTV           | 2023年7月13日－9月28日 | 星期四 01:00（UTC+8） |       |
| 臺灣           | LINE TV        | 2023年7月13日－9月28日 | 星期四 01:00（UTC+8） |       |
| 臺灣           | Yahoo TV       | 2023年7月13日－9月28日 | 星期四 01:00（UTC+8） |       |
| 臺灣           | friDay影音     | 2023年7月13日－9月28日 | 星期四 01:00（UTC+8） |       |
| 臺灣           | bbTV           | 2023年7月13日－9月28日 | 星期四 01:00（UTC+8） |       |
| 臺灣           | CATCHPLAY+     | 2023年7月13日－9月28日 | 星期四 01:00（UTC+8） |       |
| 臺灣           | 亂搭           | 2023年7月13日－9月28日 | 星期四 01:00（UTC+8） |       |
| 中国大陆       | bilibili       | 2023年7月27日－11月2日 | 星期四 20:00（UTC+8） | [ 7 ] |

### BD與DVD
| 卷數 | 發售日期       | 收錄話數      | 規格編號          | 規格編號          |
| 卷數 | 發售日期       | 收錄話數      | BD                | DVD               |
| ---- | -------------- | ------------- | ----------------- | ----------------- |
| 1    | 2023年9月6日   | 第1話－第4話  | ANZX-16181        | ANZB-16181        |
| 2    | 2023年11月1日  | 第5話－第8話  | ANZX-16182～16183 | ANZB-16182～16183 |
| 3    | 2023年12月27日 | 第9話－第12話 | ANZX-16184～16185 | ANZB-16184～16185 |

## 外部連結
- 漫畫連載網站（日語）
- 有聲漫畫 - YouTube（日語）
- 漫畫的X（前Twitter）（日語）
- 電視動畫官方網站（日語）
- 電視動畫的X（前Twitter）（日語）